# The Son (film)
The Son è un film del 2022 diretto da Florian Zeller.
La pellicola è l'adattamento cinematografico dell'opera teatrale del 2018 Il figlio, scritta dallo stesso Zeller, ultimo capitolo di una trilogia che comprende La madre (2010) e Il padre (2012).

## Trama
Kate si reca a casa dell'ex marito Peter per parlare del figlio diciassettenne Nicholas, dopo aver scoperto che l'adolescente non va a scuola ormai da mesi. Il giovane, profondamente segnato dal divorzio dei genitori e dal tradimento del padre, chiede e ottiene di lasciare la casa materna per trasferirsi da Peter. Beth, la nuova compagna e madre del loro figlio neonato Theodore, è dubbiosa e teme che l'arrivo di Nicholas possa compromettere il suo rapporto con Peter.
Con l'arrivo di Nicholas le cose effettivamente cambiano, anche se Peter decide di iscrivere il figlio a una nuova scuola per far sì che possa affrontare gli esami e non perdere l'anno. Il giovane tuttavia non chiarisce mai veramente il motivo del suo dolore, una profonda sofferenza psicologica che lo spinge a lievi episodi di autolesionismo. Dopo che Peter lo confronta a riguardo, Nicholas sembra diventare più remissivo e asseconda il padre quando gli chiede se il suo fragile stato emotivo sia dettato dalla rottura con una ragazza. Mentre diventa via via più evidente che Nicholas è affetto da una profonda depressione adolescenziale, si crea tensione in casa una sera in cui Peter e Beth sarebbero dovuti uscire a cena con amici. Il piano viene cancellato a causa dell'improvvisa indisposizione della babysitter e quando Nicholas si offre di tenere d'occhio Theodore in loro assenza, Beth rifiuta categoricamente e il giovane, allontanatosi dalla stanza, sente la donna che lo descrive a Peter come disturbato.
Durante una visita alla madre Kate, Nicholas ammette di avere pensieri suicidi, ma la donna dà poco peso alla cosa. Tornato dal padre, Nicholas viene affrontato da Peter, che ha scoperto che il figlio è andato alla nuova scuola soltanto il primo giorno e che ha passato i due mesi successivi vagando per le strade di New York, invece di andare a lezione. L'alterco diventa fisico, soprattutto quando Peter si rende conto di ricalcare il comportamento del proprio padre da lui tanto odiato, ma anche perché Nicholas lo accusa di aver trattato lui e la madre come spazzatura. Una settimana dopo Nicholas si taglia le vene e, trovato da Beth, viene portato d'urgenza in ospedale.
Dopo avergli medicato le ferite, lo psichiatra spiega ai genitori che è necessario internarlo in un reparto psichiatrico per tenerlo sotto stretta osservazione, dato che potrebbe tentare ancora il suicidio. I genitori accettano e Nicholas viene ricoverato, mentre a casa Peter è costretto a rinunciare a un viaggio con Beth e il figlioletto. Dopo una settimana, Kate e Peter tornano in ospedale per vedere il figlio, che è rimasto traumatizzato dall'esperienza nel reparto psichiatrico e li supplica di farlo tornare a casa con loro. Il medico scoraggia con decisione questa possibilità, affermando che Nicholas tenterebbe nuovamente il suicidio. Preso dai dubbi, Peter finisce per accettare la proposta del medico di tenere il figlio sotto osservazione per alcune settimane, ma poco prima di lasciare l'ospedale cambia idea, ripensando al ragazzo che disperato era stato portato via a forza. I tre tornano a casa e Nicholas sembra felice come un tempo, e prepara il tè ai genitori. Con la scusa di volersi fare una doccia, il ragazzo si allontana dai genitori e prima di andarsene, si scusa per tutto e dice ai genitori di amarli. Poco dopo, in bagno, Nicholas si spara con il fucile da caccia che il nonno aveva regalato al padre.
Sono passati tre anni e Peter, che attende ospiti a cena con Beth, riceve la visita di Nicholas, studente a Toronto, felicemente fidanzato e autore di un romanzo autobiografico di prossima pubblicazione. L'incontro tra padre e figlio non potrebbe essere più felice, ma quando Nicholas si allontana per salutare il fratellino Theodore, Peter scoppia in un pianto disperato. Quando Beth prova a confortarlo, Peter ammette che la sua crisi è causata dal pensiero di tutto quello che il figlio avrebbe potuto realizzare, se non si fosse suicidato tre anni prima, o comunque se non si fosse realizzata tutta la catena di eventi che hanno portato alla sua morte, cosa di cui si sente profondamente colpevole.

## Produzione
Le riprese del film, iniziate nell'agosto 2021, sono terminate nell'ottobre seguente.

## Promozione
Il primo  trailer del film è stato diffuso il 30 agosto 2022.

## Distribuzione
Il film è stato presentato in concorso alla 79ª Mostra internazionale d'arte cinematografica di Venezia il 7 settembre 2022, poi nello stesso mese al Toronto International Film Festival. e distribuito limitatamente nelle sale cinematografiche statunitensi a partire dall'11 novembre 2022 ed in tutto il Nord America dal 18 novembre, mentre nelle sale italiane dal 9 febbraio 2023.

## Riconoscimenti
- 2023 - Golden Globe[7]
  - Candidatura per il miglior attore in un film drammatico a Hugh Jackman
- 2022 - Mostra internazionale d'arte cinematografica
  - In concorso per il Leone d'oro al miglior film
- 2023 - Satellite Award[8]
  - Candidatura per il miglior attore in un film drammatico a Hugh Jackman